# Wieluń (công xã)
Thị trấn Wieluń là một Thị trấn thành thị-nông thôn (quận hành chính) ở hạt Wieluń, Łódź Voivodeship, ở miền trung Ba Lan. Trung tâm của nó là Wieluń, nằm khoảng 88 kilômét (55 mi)   phía tây nam của thủ đô khu vực Łódź.
Thị trấn có diện tích 131,2 kilômét vuông (50,7 dặm vuông Anh), và tính đến năm 2006, tổng dân số của nó là 32.882 (trong đó dân số Wieluń lên tới 24.347, và dân số của vùng nông thôn của Thị trấn là 8,535).

## Làng
Ngoài trung tâm wielun, Thị trấn wielun chứa các làng và các khu định cư của Bieniądzice, Borowiec, Chodaki, Dąbrowa, Gaszyn, Jodłowiec, Kadłub, Klusiny, Krajków, Kurów, Ludwina, Małyszyn, Masłowice, Mokrosze, Nowy Świat, Olewin, Piaski, Ruda, Rychłowice, Sieniec, Srebrnica, Starzenice, Turów, Urbanice, Widoradz, Widoradz Dolny và Zwiechy.

## Thị trấn lân cận
Thị trấn Wieluń được bao quanh bởi các Thị trấn của Biała, Czarnożyły, Mokrsko, Osjaków, Ostrówek, Pątnów, Skomlin và Wierzchlas.